# 欧洲社会民主党
欧洲社会民主党（羅馬尼亞語：Partidul Social Democrat European，缩写为PSDE）是摩尔多瓦的一个中左翼政党。成立于1997年，该党是欧洲社会党的準成员、社會黨國際的正式成员。该党领导人Vladimir Plahotniuc是商人和金融巨鳄。
根据該黨章程，该党主张摩尔多瓦共和国是一个独立、拥有主权和民主的国家，依据法律并融入统一的欧洲民主国家的家庭。

## 历史
该党成立于1997年2月8日，當時取名為争取民主和繁荣摩尔多瓦运动。1998年10月17日，该党举行大会，选出党的領導層，并根据社会民主原则确立了地位和政治纲领。在1998年3月的议会选举中，以争取民主和繁荣摩尔多瓦运动為基础而创建的选举集团获得了18.64％的选票，在议会的101个议席中取得24个席位，这使得該黨能够參與「民主和改革联盟」執政聯盟。Dumitru Diacov在1997年至2009年夏天是该党的領導人，並在1997年至2001年擔任議會主席。在1999年，该党議員Ion Sturza獲任命为该国總理。
在2000年4月15日的大会上，该党改名为摩尔多瓦民主党。在2001年的议会选举中，该党赢得了79757票（5.02％），未能通过6％的选举门槛。然而，在2003年5月25日的地方选举中，PDM成功地获得约8.3％的选票份额。
2003年11月22日的党代表大会为党的工作提出了新的任务。大会通过的基本文件之一是确立新的政治纲领，在该纲领中党宣布了其政治目标和原则的不变性。在大会中，民主党宣布有意成为社会党国际的成员，并通过了关于摩尔多瓦民主党与工会运动关系的决议。2004年5月8日，摩尔多瓦民主党、“我们的摩尔多瓦”联盟和社会自由党创建了“民主摩尔多瓦集团”，回应了选民对巩固改革和民主力量的期望。
2005年3月6日议会选举之后，PDM在议会获得8个席位，成为唯一一个在2001年落选并在2005年重返议会的政党。在2007年10月，随着社會自由黨議員加入PDM议会黨團，民主党在議會的議員人数增加到11人，该党成为当时議會內第三大勢力。
在2008年2月10日的大會上，该党與社会自由党合并，Dumitru Diacov再次当选该党主席，前社會自由黨领导人Oleg Serebrian成为副主席。贝多芬的《歡樂頌》成為黨歌。2009年7月19日，PDM特别代表大会选举Marian Lupu为党主席。
在2009年4月5日的议会选举中，民主党只获得2.97％的选票，未能取得席位。
2022年11月20日，在该党的第十次特别代表大会上，决定改名为“欧洲社会民主党”。

## 目标
PDM旨在根据其基本价值和摩尔多瓦共和国的可持续性和可持续发展需求实现以下政治目标：
1.根据“世界人权宣言”，“欧洲人权公约”和其他国际法行为，巩固国家的宪法秩序，确保尊重人的政治，经济和社会权利;
2.根据“我们都是摩尔多瓦人，为摩尔多瓦共和国公民”这一原则，在摩尔多瓦共和国建立和肯定国家的公民，同时尊重每个公民的民族自我认同权利。
3.以政治和平等方式解决摩尔多瓦共和国领土重新融合进程的完成;
4.为国家分配积极的社会角色，通过强有力的制度来实现社会平衡。国家必须关心确保公共利益，实现共同利益的目标，促进社会正义和团结。强大的公共机构的属性是善政，法律和透明度;
5.改革和实现地方及中央公共行政的现代化，其活动必须与国家的利益相关联并服务于公民
6.摩尔多瓦概念强大的社会类型，它在执行防范社会风险中具有关键角色，包括其公民的经济和社会福利、注重教育、研究、创新、文化、尊重国家价值观;
7.确保公民的工作权利和经济及社会安全建立在自己未来上的权利。从这个意义上讲，PDM认为，国家必须投资于公民，有利于创造高薪就业机会和培训社区成员;
8.发展为导向，国家财政收入的重新分配公平以确保无法正常工作的人（儿童、老人、残疾人等）具有体面的生活条件。有必要开发和利用社会资源，以确保平等权利，给每个人创造自己命运的机会，减少经济差距，解决贫困和实现社会公平的机会;
9.开展对弱势群体最佳搭配的社会保护方案，在发展和促进社会包容和残疾人就业的就业政策方面发挥重要作用;
10. 不论财政资源如何，必须创建有效的公共卫生和教育系统，确保每个公民都可以使用;
11.现代青年培训和宣传方案的多样化和发展，以及基于“积极老龄化”概念的政策;
12.保障私有财产权和确保自由和诚实的竞争，以作为市场经济，人的尊严和安全的基础。私有财产是公民自由主动性的经济表达，是整体经济进步，个人和共同福利的重要因素;
13. 加强代议制民主, 使各机构更加可信, 并确保公民享有自由表达和参与决策进程的权利;
14. 尊重个人的基本权利和自由、摩尔多瓦共和国公民的文化、语言、宗教和民族特性的权利。我们的目标是打击和谴责任何形式的种族主义、沙文主义、族裔或领土分离的极端主义
15. 保障男女机会均等, 承认妇女在家庭和摩尔多瓦社会中的作用, 支持和促进政党和国家决策机构中的两性平等;
16. 建立公平的税收制度，保证安全并有助于减少社会紧张局势和经济发展;
17. 执行旨在以创新、生产力和竞争力为基础的全国可持续和统一经济增长的经济政策, 为各级预算创收创造条件,以确保社会政策的执行, 并确保人口福利的增加;
18. 发展具有竞争性的混合经济, 将动态的私营系统、有效的公共部门和为公民提供质量和可获得的公共服务系统结合起来。结合这些部门的努力, 包括采用私人公共伙伴关系的概念;
19. 执行可持续发展原则, 这也符合当前的需要。保护环境, 受到人类活动的威胁, 气候变化的危险和生物多样性的减少。国家必须以不影响新世代未来的方式满足社会当前的需要;
20. 加强永久中立的宪法地位;
21. 通过融入欧洲联盟和发展与独联体国家的合作, 促进平衡的外交政策, 以确保摩尔多瓦共和国在区域和全球范围内的形象和利益。

## 选举结果

### 议会选举
| 投票年份  | 票数           | 得票率（%） | 席次     | +/- |
| --------- | -------------- | ----------- | -------- | --- |
| 1998年    | 294,691        | 18.2        | 24 / 101 |     |
| 2001年    | 79,757         | 5           | 0 / 101  | 24▼ |
| 2005年    | 444,377 (EBDM) | 28.5 (EBDM) | 8 / 101  | 8▲  |
| 2009年4月 | 45,698         | 3,0         | 0 / 101  | 8▼  |
| 2009年7月 | 198,268        | 12.5        | 13 / 100 | 13▲ |
| 2010年    | 218,62         | 12.7        | 15 / 101 | 2▲  |
| 2014年    | 252,489        | 15.80       | 19 / 101 | 4▲  |
| 2019年    | 334,539        | 23.62       | 30 / 101 | 11▲ |
| 2021年    | 26,545         | 1.81        | 0 / 101  | 30▼ |

注：在2005年，PDM 参加了联盟 "我们的摩尔多瓦" 和"摩尔多瓦民主派"社会自由党在集团的选举。
注：在2018年，PDM是摩爾多瓦共和國議會最大黨，有42名議員。

### 地方选举

#### 区和市议会
| 投票年份 | 票数    | 得票率 | 委任数额    |
| -------- | ------- | ------ | ----------- |
| 2007     | 112,242 | 9.7    | 117 / 1,103 |
| 2011     | 212,504 | 15.4   | 226 / 1,120 |
| 2015     | 226,661 | 17.6   | 259 / 1,116 |

注：2017年，领导职位代表人数为31人（区长，副主席）。

#### 市和农村议会
| 投票年份 | 票数    | 得票率 | 委任数额       |
| -------- | ------- | ------ | -------------- |
| 2007     | 105,888 | 10.5   | 1,155 / 10,621 |
| 2011     | 209,284 | 18.8   | 2,663 / 10,630 |
| 2015     | 232,460 | 21.9   | 2,810 / 10,564 |

#### 市长
| 投票年份 | 票数 | 得票率 | 委任数额  |
| -------- | ---- | ------ | --------- |
| 2007     | 74   | 8.2    | 74 / 895  |
| 2011     | 220  | 24.5   | 220 / 898 |
| 2015     | 287  | 32.0   | 287 / 898 |

注：2017年5月，市长人数为396.

## 国际关系
民主党是社会主义国际的协商成员（自2008年7月1日起），并与欧洲社会党和其他国家的社会民主党以及社会自由派指导方合作。
2018年6月，歐安組織議會社會民主黨正式接待摩爾多瓦民主黨。